# 하다칸보
하다칸보(はだかんぼー 벌거벗다[*])는 야마시타 토모히사의 솔로 4번째 싱글이다.

## 개요
2010년 7월에 발매된 3번째 싱글 〈One in a million〉 이후 약 6개월 반 만에 발매된 야마시타 토모히사의 네 번째 솔로 싱글이다. 첫 앨범 〈SUPER GOOD, SUPER BAD〉의 선행 싱글이다.
첫회 사양의 A·B과 통상 반의 3종류가 있지만 곡의 수가 한곡밖에 수록되지 않았다. 첫회 사양의 A·B와 일반 3종의 차이는 재킷뿐으로, 첫회 사양 A·B (더블 재킷 유형)는 야마시타의 어린 시절 사진이 재킷이 실려있다.
2011년 1월 31일자 오리콘 주간 싱글 차트 첫 등장 1위를 획득했지만, 선행 싱글인 탓에 초동 매상은 전작에 미치지 못했다.

## 수록곡
1. 하다칸보 (はだかんぼー)
  - 작사·작곡 : 오오타케 소사쿠 / 편곡 : 옷상, 오오타케 소사쿠
2. 하다칸보 (はだかんぼー) - 오리지널 가라오케

## 악수회 개최
2011년 1월 23일 싱글 발매 기념 이벤트로 야마시타 토모히사의 악수회가 이케부쿠로 선샤인 시티에서 실시됐다. 이 악수회의 실시는 전날 1월 22일 팬클럽 회원 사이트를 통해 알려져, 악수회 참가 조건은 당일 회장에서 싱글을 구입하는 것이었다. (즉, 사전에 싱글을 구입하고도 다시 회장에서 구입해야 했다). 갑자기 실시된 이벤트에 일부 팬들의 불만을 샀다.
이후 악수회가 급거 개최 된 이유에 대해 한 매체는 오리콘 주간 싱글 차트에서 본작의 첫 등장 1위 획득에 자니스 사무소에서 불안을 느껴, 1위를 획득하는 것을 의식해 갑작스레 개최 된 것이라고 보도하기도 했다. 또한 과거 2010년 6월 TOKIO가 〈하루카(-遥か-)〉를 발매했을때도 비슷한 상황의 이벤트를 실시한 것을 언급하며 자니스 사무소를 비판했다.

## 차트 최고 순위
- 주간 1위 (오리콘)
- 2011년 1월도 월간 4위 (오리콘)
- 2011년 상반기 40위 (오리콘)
- 2011년도 연간 83 (오리콘)
- 2위 (Hot 100)